# 葛洲坝街道
葛洲坝街道，是中华人民共和国湖北省宜昌市西陵区下辖的一个乡镇级行政单位。

## 行政区划
葛洲坝街道下辖以下地区：
清波路社区、石子岭社区、樵湖社区、樵湖二路社区、虹桥社区、桥头社区、东湖社区、西峡社区和东方社区。